# Terceiro Acordo de Viena
O Terceiro Acordo de Viena, também conhecido como Troca Voluntária de Populações ou Acordo de Troca de Populações, foi um acordo bilateral firmado entre a liderança cipriota turca (Rauf Denktaş) e a liderança cipriota grega (Glafcos Clerides) sobre a questão cipriota  em agosto de 1975, após preocupações decorrentes de incidentes que envolveram assédio, sequestro e assassinato de civis cipriotas turcos no sul da ilha. As seguintes questões foram acordadas:
- Os cipriotas turcos no sul da ilha seriam autorizados, se assim o desejassem, a partir para o norte com seus pertences, sob um programa organizado e com a assistência da Força das Nações Unidas para Manutenção da Paz em Chipre (UNFICYP).
- Foi acordado que os cipriotas gregos no norte da ilha seriam livres para permanecer e que receberiam todo o apoio para levar uma vida normal, incluindo facilidades para educação e a prática de sua religião, bem como assistência médica por seus próprios médicos e liberdade de movimento no norte.
- Os cipriotas gregos no norte que, a seu pedido e sem terem sido submetidos a qualquer tipo de pressão, desejassem se mudar para o sul, seriam autorizados a fazê-lo.
- As Nações Unidas teriam acesso livre e normal às aldeias e habitações greco-cipriotas no norte.
- Seria dada prioridade à reunificação das famílias, o que também poderia envolver a transferência de alguns cipriotas gregos do sul para o norte.